# Strange Kind of Woman/I'm Alone
Strange Kind of Woman/I'm Alone è un singolo della band inglese Deep Purple pubblicato nel 1971.

## Tracce
Lato A
1. Strange Kind of Woman – 3:47 (Ritchie Blackmore, Ian Gillan, Roger Glover, Jon Lord, Ian Paice)

Lato B
1. I'm Alone – 3:00

## I brani
Strange Kind of Woman
Il brano, pubblicato nel 1971 come singolo, venne aggiunto come bonus track nella riedizione del 25º anniversario dell'album Fireball. La canzone, nelle esecuzioni dal vivo, veniva allungata nella sua parte centrale con l'inserimento del duetto voce-chitarra, che su disco si può trovare nell'album Made in Japan. La versione del brano presente nel singolo fu ripubblicata nel 1978 nella raccoltaThe Deep Purple Singles A's & B's.
I'm Alone
Il brano fu ripubblicato nel 1978 nella raccoltaThe Deep Purple Singles A's & B's.

## Accoglienza
Raggiunse l'ottava posizione nel Regno Unito.

## Formazione
- Ian Gillan - voce
- Ritchie Blackmore - chitarra
- Roger Glover - basso
- Jon Lord - organo
- Ian Paice - batteria